# NGC 6564
NGC 6564 – gwiazda potrójna znajdująca się w gwiazdozbiorze Herkulesa. Albert Marth obserwował ją 15 maja 1864 roku i błędnie skatalogował jako obiekt typu „mgławicowego”.